# Scolecobasidium humicola
Scolecobasidium humicola är en svampart som beskrevs av G.L. Barron & L.V. Busch 1962. Scolecobasidium humicola ingår i släktet Scolecobasidium, divisionen sporsäcksvampar och riket svampar.   Inga underarter finns listade i Catalogue of Life.